# Rose Hill International 2016
Die Rose Hill International 2016 im Badminton fanden vom 11. bis zum 14. Februar 2016 in Rose Hill statt.

## Sieger und Platzierte
| Disziplin    | Gold                            | Silber                                 | Bronze                                 |
| ------------ | ------------------------------- | -------------------------------------- | -------------------------------------- |
| Herreneinzel | Aatish Lubah                    | Georges Paul                           | Adel Hamek                             |
| Herreneinzel | Aatish Lubah                    | Georges Paul                           | Prakash Vijayanath                     |
| Dameneinzel  | Shamim Bangi                    | Johanita Scholtz                       | Aurelie Allet                          |
| Dameneinzel  | Shamim Bangi                    | Johanita Scholtz                       | Daisy Nakalyango                       |
| Herrendoppel | Andries Malan Willem Viljoen    | Mohamed Abderrahime Belarbi Adel Hamek | Abraham Ayittey Michael Opoku Baah     |
| Herrendoppel | Andries Malan Willem Viljoen    | Mohamed Abderrahime Belarbi Adel Hamek | Deeneshsing Baboolall Christopher Paul |
| Damendoppel  | Gloria Najjuka Daisy Nakalyango | Evelyn Siamupangila Ogar Siamupangila  | Stella Koteikai Amasah Gifty Mensah    |
| Damendoppel  | Gloria Najjuka Daisy Nakalyango | Evelyn Siamupangila Ogar Siamupangila  | Shania Leung Ganesha Mungrah           |
| Mixed        | Sahir Edoo Yeldi Louison        | Emmanuel Donkor Gifty Mensah           | Cameron Coetzer Johanita Scholtz       |
| Mixed        | Sahir Edoo Yeldi Louison        | Emmanuel Donkor Gifty Mensah           | Daniel Sam Stella Koteikai Amasah      |